# Dąbrowa (Rozdrażew)
Pour les articles homonymes, voir Dąbrowa.
Dąbrowa (prononciation : [ˈbudɨ]) est un village polonais de la gmina de Rozdrażew dans le powiat de Krotoszyn de la voïvodie de Grande-Pologne dans le centre-ouest de la Pologne.
Il se situe à environ 3 kilomètres au sud de Rozdrażew (siège de la gmina), à 7 kilomètres au nord-est de Krotoszyn (siège du powiat) et à 82 kilomètres au sud-est de Poznań (capitale régionale).

## Histoire
De 1975 à 1998, le village faisait partie du territoire de la voïvodie de Kalisz.

Depuis 1999, Dąbrowa est situé dans la voïvodie de Grande-Pologne.